# Bunzac
 Bunzac  es una población y comuna francesa, en la región de Poitou-Charentes, departamento de Charente, en el distrito de Angoulême y cantón de La Rochefoucauld.

## Demografía
| 369 | 348 | 322 | 314 | 332 | 309 |
| Para los censos de 1962 a 1999 la población legal corresponde a la población sin duplicidades (Fuente: INSEE [Consultar]) |     |     |     |     |     |